# オーストラリア大陸

オーストラリア大陸

オーストラリア大陸（オーストラリアたいりく）は、地球の南半球のオセアニアに位置する大陸である。その面積は6つの大陸のなかで最小である。全土がオーストラリア領であり、東は太平洋、西と南はインド洋、北はアラフラ海に面している。「豪州大陸」や「豪大陸」と略されることがある。

## 概要
- 面積 - 約759万4,700平方キロメートル
- 海岸線の長さ - 約19,500キロメートル
- 肢節量（大陸面積と同面積の円の円周の長さに対する、海岸線の長さの比） - 2.01
- 沙漠の面積 - 約137万平方キロメートル
- 平均標高 - 約340メートル

現在のオーストラリア大陸の位置は中緯度高圧帯の付近にあり、特に冬季（7月頃）はほぼ直下に当たるため、常に乾燥した気候となっている。さらに、大陸の最東部に大分水嶺山脈があり、太平洋から水分を含んだ空気はここで大量の雨を降らして水分を失うため、その西には乾いた風を吹き降ろすこととなり、大陸中央部はさらに乾燥している。この結果、砂漠気候（BW）が約3割、ステップ気候（BS）も含めた乾燥地帯は5割を超える。しかし、大分水嶺山脈に降った雨は地下水となって山脈西部へも流れ下っているので、気候は乾燥しているものの、地下水を汲み上げることで牧畜などを行うことも可能である。なお、大陸の西部は大半が乾燥した砂漠や荒野で、人口のほとんどは比較的降雨のある海岸部の都市周辺に分布している。オーストラリア大陸には大分水嶺山脈のような山地も見られるものの、全体として浸食の進んだ平坦な大陸であり、オーストラリア大陸の最高峰は、大分水嶺山脈（古期造山帯）に存在する、標高2,228メートルのコジオスコである。そして中部からは西部には極めて古く安定したオーストラリア楯状地が位置する。さらにごく一部ながらピルバラクラトンのような20億年以上も前に形成された岩石が残っている部分も存在する。太平洋沿岸のサンゴ礁「グレートバリアリーフ」や、浸食によって形成されたウルル（別名、エアーズロック）など、世界的な観光名所も多い。

## 歴史

### 形成史
オーストラリア大陸は、ゴンドワナ大陸から分離してできたと言われている。ゴンドワナ大陸は、まず西ゴンドワナ大陸と東ゴンドワナ大陸とに分裂し、このうちの東ゴンドワナ大陸がさらに分裂して、現在の南極大陸、オーストラリア大陸、インド亜大陸などができたとされている。
ゴンドワナ大陸が分裂してできた大陸のうち、現在のアフリカ大陸はユーラシア大陸と陸続きに、現在の南アメリカ大陸は北アメリカ大陸と陸続きになったのに対し、オーストラリア大陸は氷期にニューギニア島と地続きであった期間などを除くと他大陸から孤立し続けた。そのため、オーストラリア大陸の生物は他の大陸とは異なる進化の過程を経て、独特の生物相が形成された（詳細はオーストラリアの動物相並びにオーストラリアの植物相を参照のこと）。

### ヒトとの関わり
ヒトは4万年以上前にスンダランドより移住してきたと言われ、その子孫がアボリジニ（先住民）である。ほぼ完全な狩猟採取生活を営み、都市文明は誕生しなかった。ところが、ヨーロッパにおいてオーストラリア大陸が知られるようになったのは、大航海時代の後にウィレム・ヤンスゾーン（オランダ人）やジェームズ・クック（スコットランド人）などが到達した17世紀から18世紀頃である。そして、これを契機として17世紀から白人が次々と侵略を行い、先住民は白人に放逐された結果、先住民の人口は激減した。この影響により現在有力な人種は白人となっている。また、白人の移住に伴って幾つかの動物が新たに持ち込まれたため、大陸の生態系に変化を与えた。その後、1960年代に白人の入植が急速に鈍ったことから、その他の地域からの移民を受け入れる方針を採ったため、現在の人口構成はアジア系移民が急速に拡大し、複雑になっている。また、先住民はオーストラリア政府が保護政策を取るようになったことによって増加に転じ、混血も含め約28万人である。なお、現在のオーストラリア政府は、オーストラリア大陸独特の生物も保護する方向に舵を切ったことでも知られている。

## 白人によるオーストラリア大陸の認識
オーストラリア大陸が現在のように、他の大陸や島々から孤立した状況になって以降は、ヨーロッパ人の到来まで、オーストラリアは外界から隔絶された場所だったという認識が強い。しかし、近年はこれを覆す研究結果がいくつかある。約4000年前にはオーストラリア大陸へと渡った古代のインド人とアボリジニとが混血していたという研究結果がある。アボリジニの伝承には、ヨーロッパ人の来訪以前からも、どこからかやってきた黒人や白人たちと交流があったとの話が伝わっており、中東やアフリカからオーストラリア北部を訪れる船乗りがいたと推測する者もいる。決定的証拠は無いが、山田長政が白人よりも先にオーストラリア大陸を発見していたという説がある。
ヨーロッパにおいてオーストラリア大陸が知られるようになったのは、大航海時代の後にウィレム・ジャズ（オランダ人）やジェームズ・クック（イギリス人）などが到達した17世紀から18世紀頃である。それまでは、現在南極大陸がある南極地域までを含めた、巨大な伝説上の大陸「メガラニカ」の存在が多く信じられていた。そのため、オーストラリア大陸も発見当初、その一部ではないかとされた事があった。後の航海により「メガラニカ」の存在は否定されたが、「オーストラリア」という名前は「メガラニカ」の別名、「テラ・アウストラリス・インコグニタ（未知の南方大陸）」に由来しており、名残をとどめている。

## 地図上の大きさについて

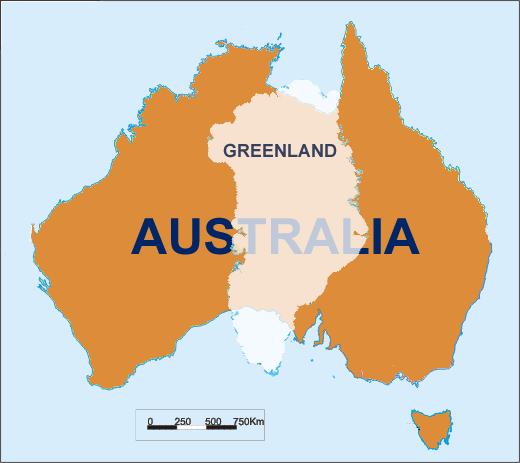
オーストラリアとグリーンランドの比較。

現在のオーストラリア大陸の面積は約759万4,700平方キロメートルである。メルカトル図法による世界地図では、最小の「大陸」オーストラリアと最大の「島」グリーンランドの見た目の面積が逆転しており、グリーンランドの方が大きく見える。しかし実際はオーストラリア大陸の方が大きく、グリーンランド(面積約216万6,000平方キロメートル)の約3.5倍の面積である。

## オーストラリア大陸特有の動物
有袋類は世界中に生息していたが、有胎盤類との競争に敗れていき追いやられたり絶滅したりしていた。しかしオーストラリアは孤立した大陸であったため有胎盤類が侵入できず、現在でも有袋類が生態系の重要な地位にいるのはオーストラリアだけである。